# Acid 2,3-dihidroxibenzoic
Acidul 2,3-dihidroxibenzoic (denumit și acid hipogalic sau pirocatecuic) este un compus organic, fiind un acid dihidroxibenzoic. Se regăsește în speciile vegetale Phyllanthus acidus și Salvinia molesta.
Acidul 2,3-dihidroxibenzoic este un produs al metabolismului aspirinei la om.